# 蘇勗
蘇勗（そ きょく、生没年不詳）は、中国の唐の文学者。本貫は雍州武功県。字は慎行。唐に仕えて諮議典籤となり、武徳年間に本官のまま文学館学士となった。李淵の娘の南昌公主を妻とした。638年、魏王李泰に『括地志』の編纂を勧め、蕭徳言・顧胤・蒋亜卿・謝偃らとともに撰にあたった。吏部侍郎・太子右庶子を歴任した。

## 伝記資料
- 『旧唐書』巻72 列伝第22「褚亮伝」
- 『旧唐書』巻76 列伝第26「濮王泰伝」